# Sauvez Hamlet !
Sauvez Hamlet ! (titre original : Something Rotten) est un roman policier mêlant fantastique et science-fiction de l'auteur britannique Jasper Fforde, paru en 2004. C'est le quatrième tome des aventures de Thursday Next.
La traduction française est publiée à Paris en 2007.